# Ivan Prebeg
Ivan Prebeg (Josipdol 22. rujna 1933. – Zagreb 29. lipnja 1995.), hrvatski boksač, trener i  prvi prvak u profesionalnom boksu u cijeloj jugoistočnoj Europi.  

## Životopis
Ubrzo nakon rođenja s obitelji seli u Zagreb gdje je završio srednju zanatsku školu i stekao zvanje elektro-mehaničara. Boksačkim sportom bavio se od 1955. do 1971. godine. Od 1961. kao profesionalac nastupao je 50 puta, od kojih je zabilježio 32 pobjeda (23 KO), 16 poraz i 2 neodlučenih ishoda. Prvi je Hrvat koji je osvojio profesionalnu titulu prvaka Europe (EBU).
Svoj boksački put započeo je u zagrebačkom klubu “Metalac“ gdje su mu prvi treneri bili Zlatko Hrbić i Zlatko Nemeček. Bio je redovan na treninzima i vrlo brzo stekao solidno znanje,te postao klupski prvotimac. Godine 1957. odlučuje se s prijateljem na odlazak u Austriju, što je u ono vrijeme bilo ilegalno jer se putovnica teško mogla dobiti. Tako su preko rijeke Mure došli u Austriju gdje je Ivan kraće vrijeme bio u sabirnom logoru u Grazu, zatim odlazi u Njemačku, u Nürnberg, pa u Augsburg. U Augsburgu postaje aktivan član amaterskog boksačkog kluba "Schvaben Augsburg S.V" za koji je nastupao u šest dvoboja, u kojima je ostvario pet pobjeda i jedan poraz. Na poziv brata Milana odlazi u Pariz gdje se zapošljava i priključuje boksačkom klubu “Stade Municipale de Courbevoie“. Ubrzo nakon serije dobrih nastupa i pobjeda prelazi u profesionalce.
Dana 19. travnja 1961. u Charleroiju dobiva priliku za svoj prvi profesionalni nastup protiv Yvona Becausa. Prebeg je pobjedio nokautom u petoj rundi. Od 1961. godine nastupao je po ringovima diljem Europe, ali se ipak 1967. odlučuje na povratak u Zagreb. Nije imao podršku Boksačkog saveza Jugoslavije i nije dobio dozvolu za organizaciju svojih mečeva u Zagrebu,tako je svoje prve nastupe po povratku održao u Beogradu, Pančevu i Kragujevcu.
Dana 30. prosinca 1967. uz pomoć svojih prijatelja iz boksačkih krugova dobiva dozvolu za organizaciju meča u Zagrebu, kada je odlukom sudaca po bodovima bio bolji od Manfreda Ackersa. Nakon tog nastupa zaredao je Ivan Prebeg do 1969. niz od 12 pobjeda i jednog neodlučenog susreta, nakon čega dobiva priliku da napadne titulu prvaka Europe (EBU).
Dana 28. lipnja 1969. pred prepunim tribinama na stadionu Šalata u Zagrebu, održan je meč za naslov prvaka Europe u poluteškoj kategoriji, u kojem je Ivan Prebeg u 15 rundi na bodove svladao Addia Avotha iz Welsa. Ivan Prebeg postao je tom pobjedom prvi Hrvat koji je osvojio titulu profesionalnog prvaka Europe (EBU).
Dana 6. veljače 1970. u Milanu je organiziran meč za obranu titule prvaka Europe (EBU). Protivnik je bio Piero Del Papa iz Italije, koji je, pokazavši bolju fizičku spremu, pobijedio odlukom sudaca nakon 15 rundi. Nakon gubitka titule Prebeg je nastupio još pet puta i ostvario je dvije pobjede, dva poraza i jedan neodlučeni ishod. Svoj posljednji nastup imao je 4. veljače 1972. u Splitu, kada je u devetoj rundi tehničkim nokautom svladao Manfreda Ackersa iz Njemačke.
Nakon povlačenja iz ringa radio je kraće vrijeme kao trener u B. K. “Trešnjevka“. Trenirao je napredne boksače amatere, kao i zagrebačke profesionalne boksače. Umro je u 61. godini života u Zagrebu 29. lipnja 1995. godine.

## Zanimljivosti
Ivan Prebeg nije se za života iskazao samo kao boksač već i kao izvrstan elektro-mehaničar i humanitarac. Odmah nakon povratka u Zagreb 1967. otvorio je u Bosutskoj ulici elektromehaničarsku radionicu. Pored radionice izgradio je malu boksačku dvoranu, koju je opremio najboljom opremom za treninge boksača. Za vrijeme Domovinskog rata stavio se na raspolaganje tadašnjem ministru i predstojniku ureda za prognanike, iako se teško bolovao raka od kojeg je i umro. Preko velikog broja prijatelja diljem Europe, posebno iz boksačkih krugova, prikupljao je humanitarnu pomoć, a njegova boksačka dvorana pretvorena je u privremeno skladište.